# 中央公論新人賞
中央公論新人賞（ちゅうおうこうろんしんじんしょう）は、雑誌『中央公論』を発表誌として中央公論社が主催した公募型文学新人賞。1956年に創設され、1965年に谷崎潤一郎賞の創設とともになくなったが、1975年復活し、1994年まで続いた。

## 受賞作
- 第1回（1956）深沢七郎「楢山節考」
- 第2回（1957）該当作なし
  - 佳作　川俣晃自「般若心経」
  - 佳作　金石範「鴉の死」
- 第3回（1958）福田章二（庄司薫）「喪失」
  - 佳作　池田得太郎「家畜小屋」
- 第4回（1959）坂上弘「ある秋の出来事」
- 第5回（1960）梅田昌志郎「海と死者」
- 第6回（1961）色川武大「黒い布」
- 第7回（1962）西条俱吉「カナダ館1941年」
- 第8回（1963）宗谷真爾「鼠浄土」
- 第9回（1964）該当作なし

## 復活後
- 第1回（1975）志喜宏「祝祭のための特別興行」
- 第2回（1976）該当作なし
- 第3回（1977）夫馬基彦「宝塔湧出」
- 第4回（1978）該当作なし
- 第5回（1979）尾辻克彦「肌ざわり」
- 第6回（1980）該当作なし
- 第7回（1981）高橋洋子「雨が好き」母田裕高「溶けた貝」
- 第8回（1982）池田章一「宴会」
- 第9回（1983）該当作なし
- 第10回（1984）近藤紘一「仏陀を買う」恢余子(ひろし・よし）「手」
- 第11回（1985）佐佐木邦子「卵」
- 第12回（1986）該当作なし
- 第13回（1987）池澤夏樹「スティル・ライフ」香山純「どらきゅら綺談」
- 第14回（1988）該当作なし
- 第15回（1989）平松誠治「アドベンチャー」
- 第16回（1990）高岡水平「突き進む鼻先の群れ」
- 第17回（1991）小見さゆり「悪い病気」
- 第18回（1992）影山雄作「俺たちの水晶宮」
- 第19回（1993）該当作なし
- 第20回（1994）保前信英「静謐な空」

## 選考委員
- 伊藤整、武田泰淳、三島由紀夫、臼井吉見など。
- 復活後は、河野多恵子、丸谷才一、吉行淳之介。